# Benigno Rodríguez Santamaría
Benigno Rodríguez Santamaría (??, 1866?- A Coruña,1935) fou un militar de marina que va destacar per les seues recerques i publicacions, tant articles com monografies, relacionades amb el món pesquer espanyol del primer quart del segle xx. També és autor de llibres de text per a les escoles dels pòsits de pescadors.
De la seua producció en sobresurt el seu monumental Diccionario de artes de pesca de España y sus posesiones, imprès el 1923 a Madrid per la impremta Sucesores de Rivadenyera SA. Aquesta publicació destaca pel gran volum de veus vinculades a arts de pesca i el món dels pescadors que recull, així com pel gran nombre d'il·lustracions que inclou dels enginys i aparells de pesca.

## Biografia
De família molt humil, va ingressar al cos d'aprenents de marina el 1884. Entre els anys 1887-1889 va estar embarcat en vaixells de l'Armada navegant pel Pacífic, visitant les Illes Carolines, Filipines i Xina a bord del Velasco. De les observacions que va fer en aquests viatges sobre els arts de pesca d'aquests territoris va dur a terme una sèrie de publicacions a la revista España Marítima entre els mesos de març i desembre de 1927.
El 1895 ja era caporal de mar de port de segona classe i estava destinat a Pedreña, mentre el 1897 va passar al port de Laredo, tots dos dependents de l'Ajudantia Militar de Santoña.
El 22 de juny de 1900 va ser empresonat a la presó militar de Santoña per les males praxis del seu superior, el Pilot ajudant de marina d'aquest districte, qui cobrava als pescadors del seu territori per les feines que feia, cosa que era del tot il·legal. Com que el Pilot manava al caporal que fora ell qui exigís els diners als pescadors, també es va veure afectat en la condemna. El càstig incloïa 4 mesos d'arrest a la presó, i un cop passat aquest temps, estar suspesos de sou i feina fins que hi hagués una vacant en un lloc de feina de la seua categoria. La reincorporació va tenir lloc a l'octubre de 1902, essent restituït en el seu càrrec al port de Laredo. El 1905 es va invalidar el procés pel que havia estat condemnat, quedant així net el seu expedient. 
És possible, que durant aquest temps sense poder exercir com a militar, elaborés una de les primeres obres que va publicar, Guía ilustrada de Laredo, publicada el 1903. En aquesta època ja tenia 4 fills.
A l'octubre de 1905 va fer arribar al Capità General del departament del Ferrol un quadern sobre la pesca a Laredo, “Cuaderno con descripción de las pescas que se ejercen en el Distrito Marítimo de Laredo”, treball pel que proposa que se’l recompensi econòmicament per l'interès del treball. Al juny de 1906 feia arribar un altre quadern “La sardina en la provincia de Santander” obra que li va valer que al setembre de 1907 se li fes lliurament de la Creu de Plata del Mèrit Naval amb distintiu blanc, acompanyada d'una pensió de 7,50 pessetes. Aquesta obra va ser publicada al 1908 pel Ministeri de Marina.
Per haver demostrat ser apte per a aquestes recerques, en la Reial Ordre de 15 d'octubre de 1906, se li concedeix una comissió perquè viatgi als ports del Nord i Nor-oest per a que desenvolupi més treballs sobre la pesca i els pescadors, despeses que s'imputaven al pressupost del crèdit per al foment de la pesca. En la mateixa ordre es recomana al Capità General del Departament que l'ascendeixi a caporal de mar de primera tant bon punt hi hagi una vacant. Al 1907 inicia aquesta feina per la costa del País Vasc, passant el mateix 1907 a Cantàbria i Astúries i al 1908 es va traslladar a la província marítima de Gijón per a finalitzar la seua recerca pel nord peninsular.
El gener de 1909, quan ja era caporal de mar de primera, per part del Director General de Navegació se’l nomena conservador del Museu de la Pesca. Aquest nomenament va suposar el cessament com a caporal de mar de Laredo, i el seu trasllat a Madrid, ja que el Museu de la Pesca es trobava integrat en les dependències del Museo Naval, ubicat en aquella època a la plaça de la Marina Española.
Del recorregut i observacions que va efectuar en els ports del nord i del nord-oest peninsular va publicar diversos articles i dues publicacions monogràfiques, Diccionario ilustrado, descriptivo, valorado, numérico y estadístico de los artes, aparejos, é instrumentos que se usan para la pesca marítima en las costas del norte y noroeste de España el 1911 i Los pescadores del Norte y Noroeste de España (su vida social y particular por provincias) el 1916. Aquesta mateixa publicació va ser editada amb quaderns col·leccionables que apareixien cada 10 dies amb la revista Vida Marítima, publicant-se entre els anys 1916 i 1919 (Números 510 a 621). Aquest sistema de publicació, molt usual a l'època, permetia que la gent amb pocs recursos econòmics pogués tenir accés igualment a publicacions d'interès.
La suma de les dues publicacions, són una font de primer ordre per a conèixer la situació social, material i immaterial, dels pescadors d'aquesta àrea als inicis del segle xx, i li van merèixer a l'autor una segona Creu de Plata al Mèrit Naval.
Al 1914 signa com a Contramestre i publica la seua primera publicació com a llibre de text o manual per als aspriants a contramestre, El contramaestre de puerto: deberes, derechos y conocimientos.
Al llarg de les dècades de 1910 i 1920 va estar col·laborant amb diverses publicacions periòdiques especialitzades vinculades al món mariner, com España Marítima, España Marítima y Pesquera, Vasconia Industrial y Pesquera o Industrias pesqueras y sus derivadas; sempre amb articles sobre els pescadors, arts de pesca, formes de vida de les comunitats de pescadors o, en algunes ocasions, articles relacionats amb la fauna marina. Aquests articles pretenien sensibilitzar a la societat sobre la precarietat de les condicions de vida d'aquest col·lectiu. Per aquest motiu també va participar activament en l'impuls de les escoles dels pòsits de pescadors des d'una doble vessant: l'elaboració de materials didàctics i llibres de text; i també formant als mestres que havien d'impartir les classes als alumnes (infants i adults) que acudien a aquestes escoles. Cal destacar que els materials elaborats tenien la característica d'estar orientats per a infants i adults, al mateix temps que estaven adreçats a oferir una formació especialitzada per a formar pescadors professionals.
Fou honrat amb el nomenament de soci de mèrit de la Sociedad d'Oceanografía de San Sebastián i de la Liga Marina Española, a més de va ser Cavaller de l'Orde civil d'Alfons XII i de la Reial Orde d'Isabel la Catòlica.
El 3 d'abril de 1927 fou homenatjat per la Caja Central de Crédito Marítimo (posteriorment anomenat Instituto Social de la Marina), entitat en la qual va col·laborar estretament entre 1922 i 1930. Aquest any 1927 era zelador major de port.
Al 1930 s'anuncia que per motius familiars ha de marxar a A Coruña, on sembla que va morir el gener de 1935.

## Diccionaris
- Diccionario ilustrado, descriptivo, valorado, numérico y estadístico de los artes, aparejos, é instrumentos que se usan para la pesca marítima en las costas del Norte y Noroeste de España, Artes Gráficas Mateu, Madrid, 1911
- Diccionario de artes de pesca de España y sus posesiones, Sucesores de Rivadenyera SA, Madrid, 1923

## Monografies
- Guía ilustrada de Laredo, Imprenta de J. Hernández, Laredo, 1903
- La pesca y sus artes en Laredo, 1905
- Las sardinas en la provincia de Santander, 1906
- Los pescadores del Norte y Noroeste de España (su vida social y particular por provincias), Imp. Alemana, Madrid, 1916
- El patrón de pesca, 1919, Madrid
- Explicación de las láminas que contienen los principales artes, aparejos e instrumentos que se emplean para la pesca marítima en las costas de España, 1920, Artes gráficas Mateu, Madrid
- Álbum pesquero de España

## Llibres de text
- El contramaestre de puerto: deberes, derechos y conocimientos, Madrid, 1914
- Manual del patrón de pesca, Madrid, 1916
- Cartillas de oceanografía, pesca y meteorología prácticas, Madrid, 1929
- Tierra, mar, hombres, cosas, Madrid, 1930